# Hatari (Emulator)
Hatari ist ein freier Emulator für die Computer aus der Atari-ST-Reihe.
Hatari basiert auf den Quellen des Emulators WinSTon, der nur für Windows verfügbar ist, und dem Emulations-Kern für den MC68000-Hauptprozessor von Motorola aus dem Amiga-Emulator UAE.
Die aktuelle Version ist in der Lage, eine große Anzahl von ST-Softwaretiteln sehr zuverlässig auszuführen. Unterstützt werden die Rechner der ST- und STE-Serie, experimentell werden auch die Modelle Atari TT und Atari Falcon 030 emuliert. Zusätzlich können mit Hatari Grafikmodi verwendet werden, die der ursprüngliche Atari ST nicht kannte.
Hatari benutzt die portable SDL-Bibliothek zur Grafikausgabe und existiert in Versionen für viele verschiedene Betriebssysteme, darunter Linux, macOS, BSD und BeOS.